# Алунітизація
Алунітизація (рос. алунитизация, англ. alunitization, нім. Alunitisierung) — процес метасоматичного утворення алуніту в ефузивних і туфових породах під впливом гідротермальних розчинів.